# Łysienie u dzieci
Łysienie u dzieci – dolegliwość chorobowa występująca u niemowląt bądź dzieci starszych. Choroba ujawnia się w okresie dzieciństwa. Najczęściej występującą formą łysienia u dzieci jest wypadanie włosów kwalifikowane do stanu łysienia plackowatego. Wyróżniona została również oddzielna jednostka chorobowa znana pod nazwą hypotrichosis simplex.

## Przyczyny
Przyczyną łysienia u dzieci są choroby wrodzone bądź dziedziczne. Najczęściej występującą odmianą jest łysienie plackowate oraz trichotillomania wskutek której dochodzi do pojawienia się na skórze głowy, łysych, okrągłych łat. Istnieją także przypuszczenia dopuszczające skojarzenia łysienia u dzieci z syndromem luźnych włosów anangenowych. W tym przypadku ubytki włosowe przybierają formę rozproszoną, powiązaną z widocznymi obszarami o mniejszej gęstości włosów. Za przyczynę ich powstania uważa się z reguły traumatyczne wyrywanie przez pacjenta tych włosów, które są słabo związane z mieszkiem. W przypadku hypotrichosis simplex dolegliwość kwalifikowana jest choroba dziedziczna dziedziczona w sposób autosomalny dominujący. Dotyczy ona chromosomu 6p21.3.

## Przebieg choroby
Hypotrichosis simplex diagnozowana jest w okresie dzieciństwa. Choroba dotyczy osób obojga płci. Od chwili urodzenia dzieci dotknięte hypotrichosis simplex mają włosy rzadkie bądź normalne. W okresie wczesnego dzieciństwa stają się one bardzo grube i szorstkie, natomiast w momencie dojrzewania zaczynają nadmiernie wypadać, począwszy od korony głowy. Całkowite wyłysienie następuje z reguły w wieku około 20 lat. Jako bezpośrednią przyczynę takiego stanu wskazuje się nieprawidłowy kształt receptorów zlokalizowanych na powierzchni mieszków włosowych, wskutek czego dochodzi do zablokowania procesu wzrostu jeszcze przed jego rozpoczęciem.